# بناء قوارب

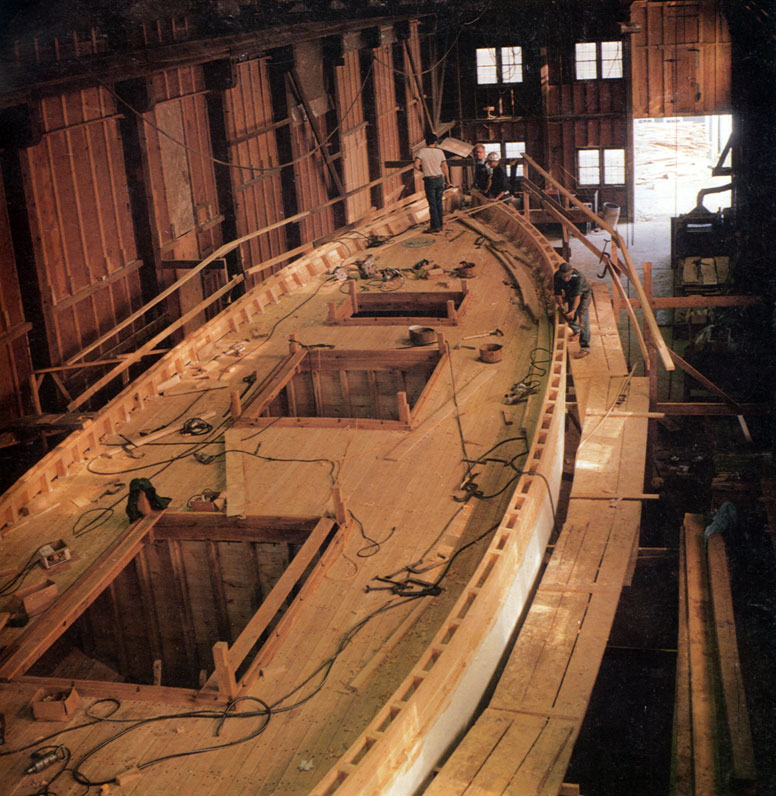
مركب شراعي Appledore II تحت الإنشاء.

 بناء القوارب، واحد من أعرق فروع الهندسة، وهو المعني ببناء الهياكل المائية من الزوارق، المراكب الشراعية، الصاري والساريه.

## مقدمة
ارتبطت صناعة القوارب التقليدية «المراكب» بحياة الإنسان منذ قديم الازل خاصة قبل الطوفان ورسو سفينة سيدنا نوح عليه السلام بعده على جبل الجودي، والتي كانت تحمل على ظهرها أصول الكائنات الحية ومنذ ذلك التاريخ عرف الإنسان هذه الصناعة أوالمهنة التي ارتبطت بحياة البشرية خاصة أبناء السواحل والمدن والقرى البحرية
بصناعة الزوارق الخشبية، التي تحتاج لعناية واهتمام، فمهنة القلاف وهي الكلمة الخليجية التي تطلق على من يصنع السفن بطريقة يدوية يهددها الانقراض ولا يتمسك بها سوى اشخاص في جدة يعدون على أصابع اليد الواحدة تجدهم في حي الهنداوية وقرب الميناء، بمطارقهم وأزاميلهم، يركبون الأخشاب ويرممون الثقوب بالقطن، يزاولون المهنة المتعبة على الرغم من بلوغهم من الكبر عتيا، اعتبروا ما يفعلونه تعبا ممزوجا بمتعة، غير عابئين ببدائية الأدوات التي يدعمونها بإصرار عجيب على بلوغ مآربهم مهما كانت عصية، مطرقة صغيرة، مسمار هندي قديم ونادر الوجود، وقطن يضعونه بين الواح السفينة ليمنع دخول الماء،

## الاجزاء

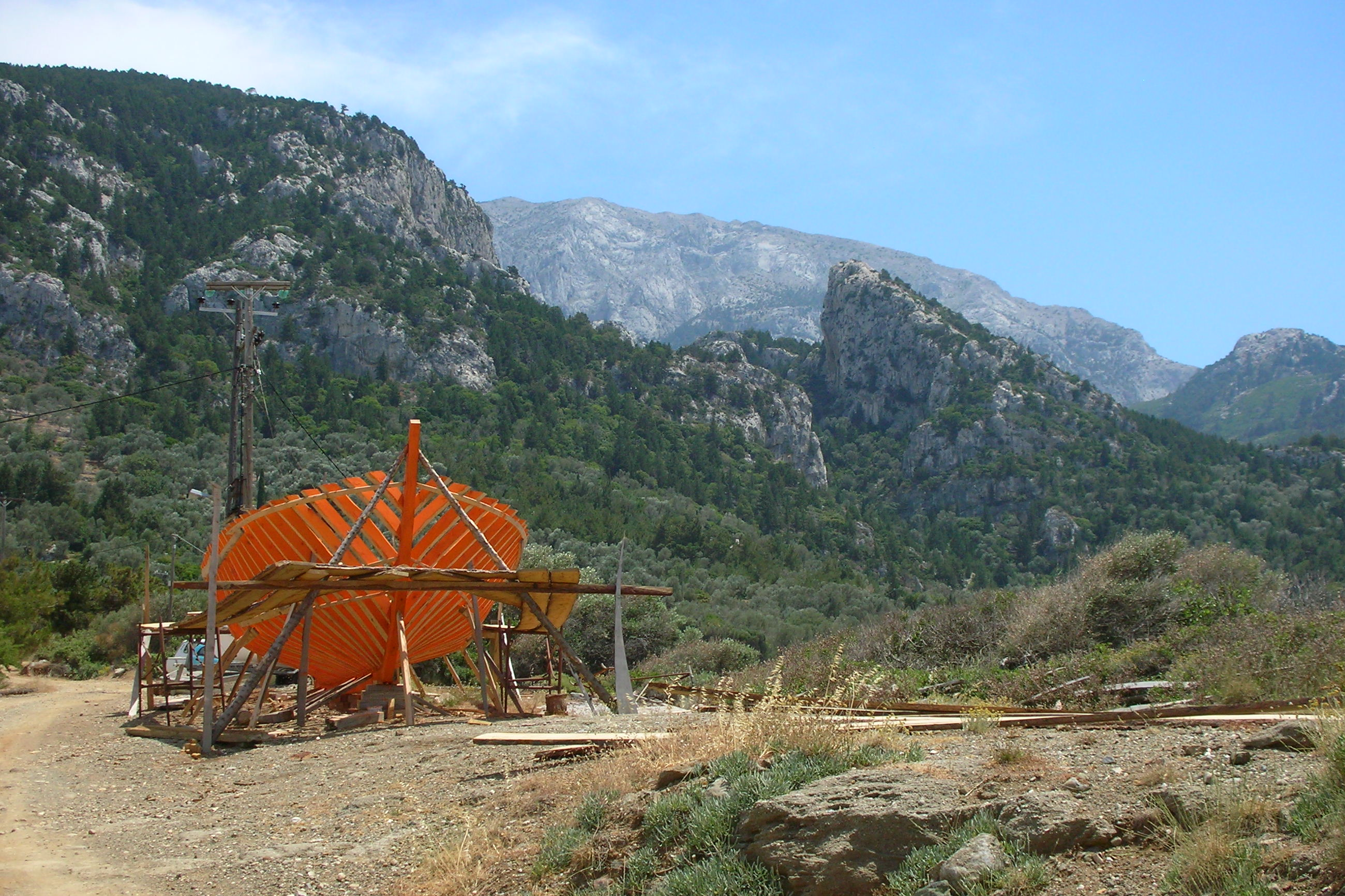
بناء القوارب في اليونان.

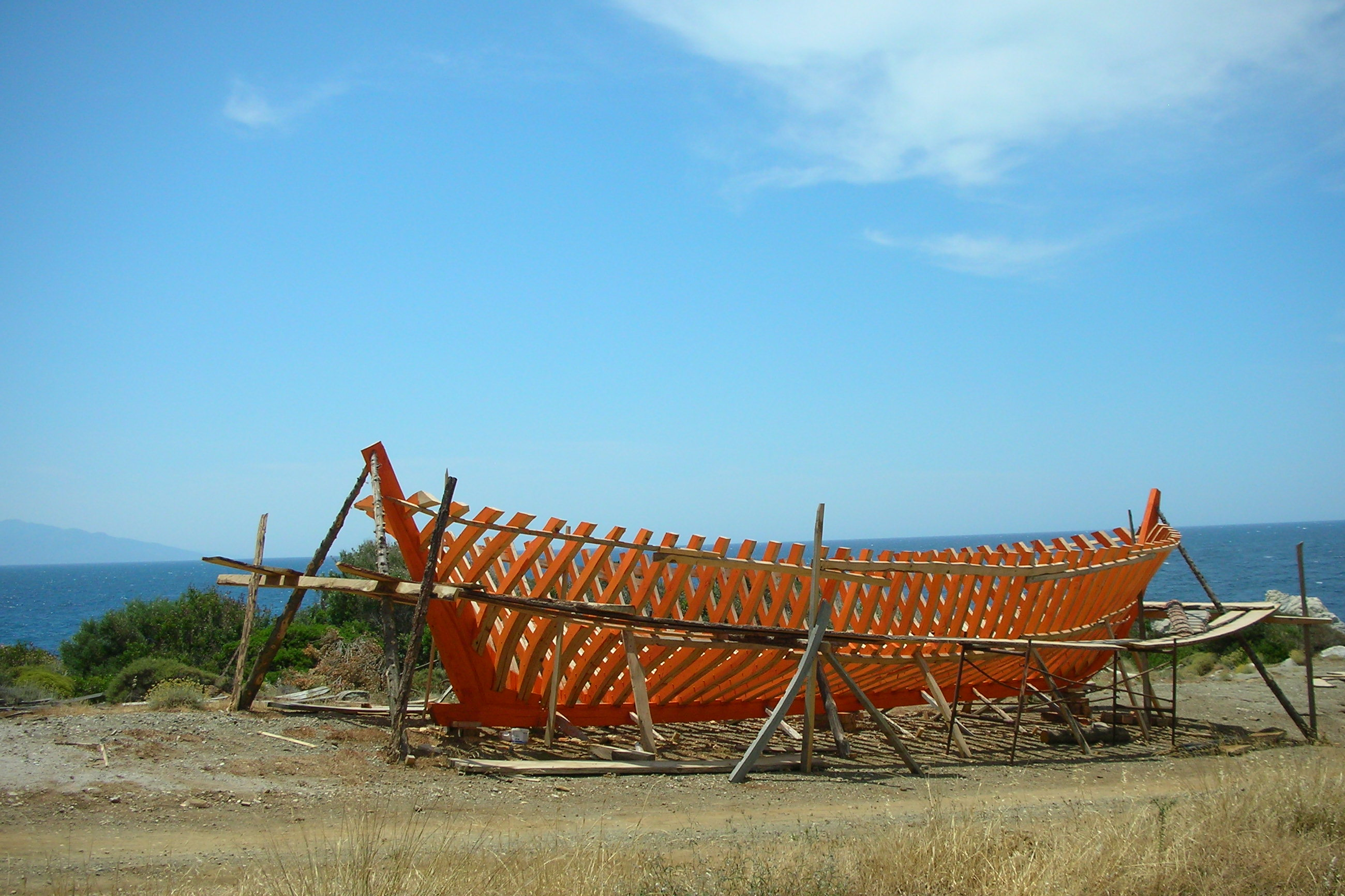
منظر جانبي من إطار خشبي.

جسم القوارب عادة ما يكون هيكلا من خشب وملبسا بالفيبر جلاس. والبعض الآخر من القوارب تكون مصنوعة من الالمنيوم.
- المرساة –
- المربط
- الجمة -
- مضخة ماء الجمة -
- الكتلة -
- القوس -
- قوس عود الشراع -
- خطاف صدر -
- الحاجز - الجدران الداخلية للهيكل.
- الواقي - جزء منتصب من الجوانب العلوية، فوق سطح السفينة، ويوفر التوازن الآمن عندما يجنح القارب هو.
- راس قطط - الأخشاب القصير (أو زوج من الأخشاب) الذي يبرز تقريبا في زوايا اليمين من مقدمة الزورق. يمنع تلاعب الأمواج بالمركب. والغرض منه هو دعم وزن المرساة والحفاظ على المرساة آمنة وخارجي من الهيكل لتجنب إتلاف ألواح خشبية الهيكل.

اما أفضل الأنواع للإبحار في المحيط هو الذي يراعى في تصميمه وجود عمود في المنتصف ويستعمل الشراع لتوفير الوقود أو استعماله في الطواريء بدل المحرك.
اهمية الزعنفة في اسفل القارب تمنعه من الانقلاب (مركز ثقل).
وهناك نوع اخر من القوارب من أهم المميزات لهذه القوارب انها لا تتأرجح مثل السفن بل ثابته وسلسه.

### أجزاء القارب الشراعي
1/القرينة.
2/ خط المياه.
3/ أنوار الملاحة.
4/ يد الدفة.
5/ صاري.
6/ سرا سي.
7/ الدفة.
8/ بومه.
9/ فلوك.
10/ الترانكيت.
11/ بيج.
12/ رندة.
13/ حبل اشكوطة.
14/ سطح قارب الشراع.

### ثانياً: أجزاء قارب التجديف
1/ ألمقدمة (البروة).
2/ المؤخرة (ألاش).
3/ مقعد خلفي.
4/ مقعد إمامي.
5/ مقعد أوسط.
6/ الأرضية.
7/ العيدان.
8/ الجانب.
9/ حافة السور.
10/ بيت الجالية.
11/ الدفة.
12/ يد الدفة.

## مواد البناء وطرق التصنيع

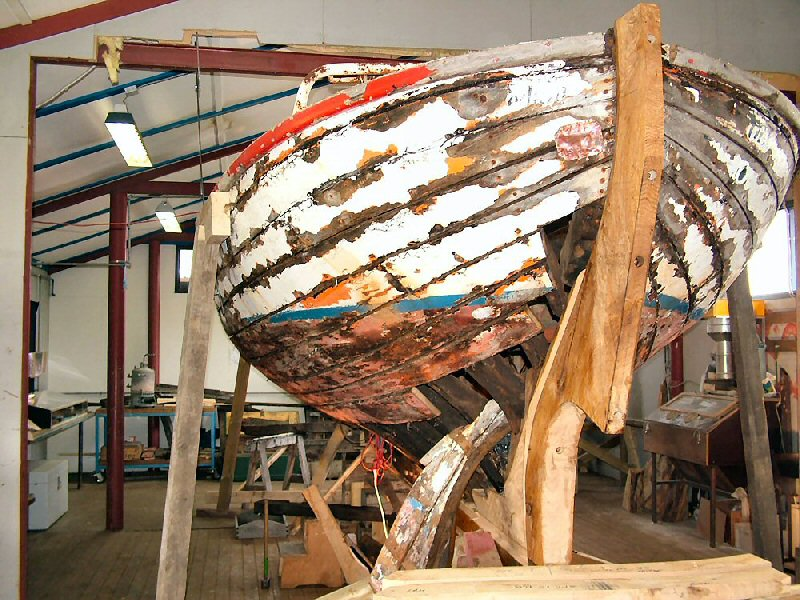
قارب معطوب في منتصف التعمير؛ كارفيل إزالة جزئية للألواح الخشبية.

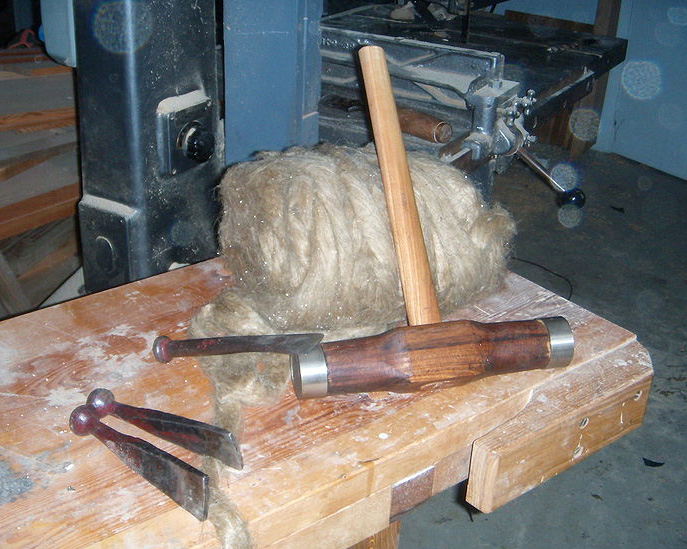
ادوات سد شقوق حشب البلوط.

عملية سد الشقوق في الزوارق التقلدية.

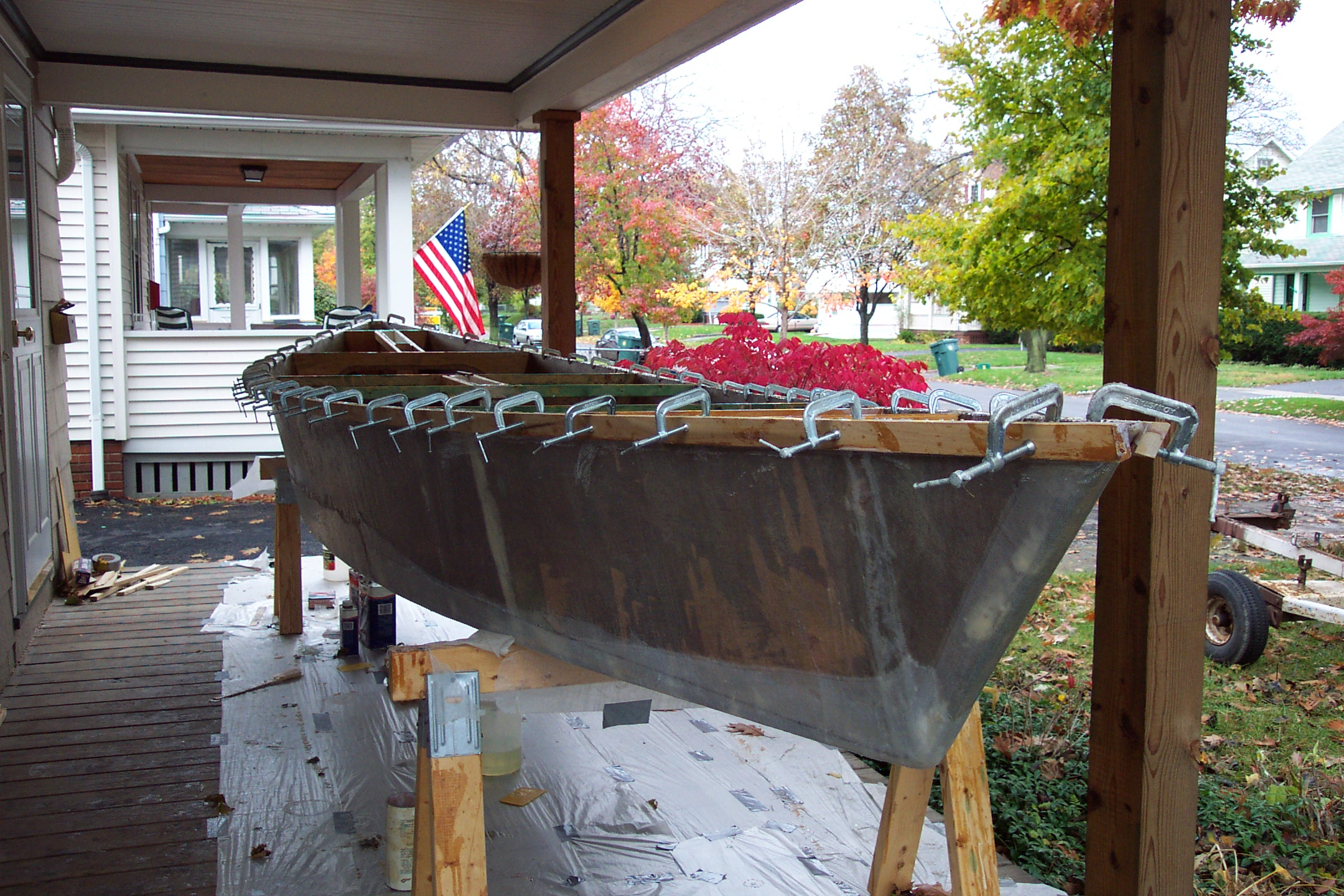
مركب شراعي من الواح الخشب الرقائقي أثناء عملية البناء.

يبدأ العمل في صناعة القوارب التقلدية من أسفل إلى أعلى في البداية يتم تركيب العمود القاعدة التي تصنع من شجرة السدر، ويليه السمكة أو الزعنفة في الخلف ثم «الهنام» في الامام ثم «اللوح» وهو أول لوح في القارب يليه «الأعضاء» وهي الثلاثة الألواح التي يبنى عليها القارب وهذه تعتبرنصف المرحلة، ثم تسويته بميزان مائي أما المرحلة التي تلي ذلك فهي تركيب ممسكات الزورق التي تمسك القارب.
عمر القوارب
يتوقف عمر القارب أولاً على التقنية في صناعته وكذلك نوعية الخشب، وثانياًعلى الاهتمام والصيانة من حيث الطلاء والتشحيم والعناية، وهذه الصيانة يحتاجها القارب كل ثلاثة أشهر ومع الملوحة وعوامل الرطوبة ينتهي القارب. أما مع الاهتمام والمحافظة فيعمرالقارب 20 - 30 سنة وأكثر.
القوارب البلاستيكية
>> ميزة القوارب البلاستيكية الخفة ولا تدهن ولاتشحم صيفا وشتاء وعيوبها أنها لا تحمل أكثر من 15 طناً بينما القارب التقليدي تصل قدرته إلى أكثرمن 110طن ونظراً لخفته فهو سريع الانقلاب خاصة أيام الرياح العاتية، «مزيب» حيث وهذه القوارب تتوقف نهائياً ولاتعمل فتظل قوارب الصيد التقليدية تواصل نشاطها، والسبب أنها مستطيله وهي الياف زجاجية أي شيء يؤثر عليها مما يفاقم أي كسر أو شرخ فهو لايتحمل مثل الخشب. القارب البلاستيكي فلايتأثر لكنه املس ومرفوع من الامام زيادة، 

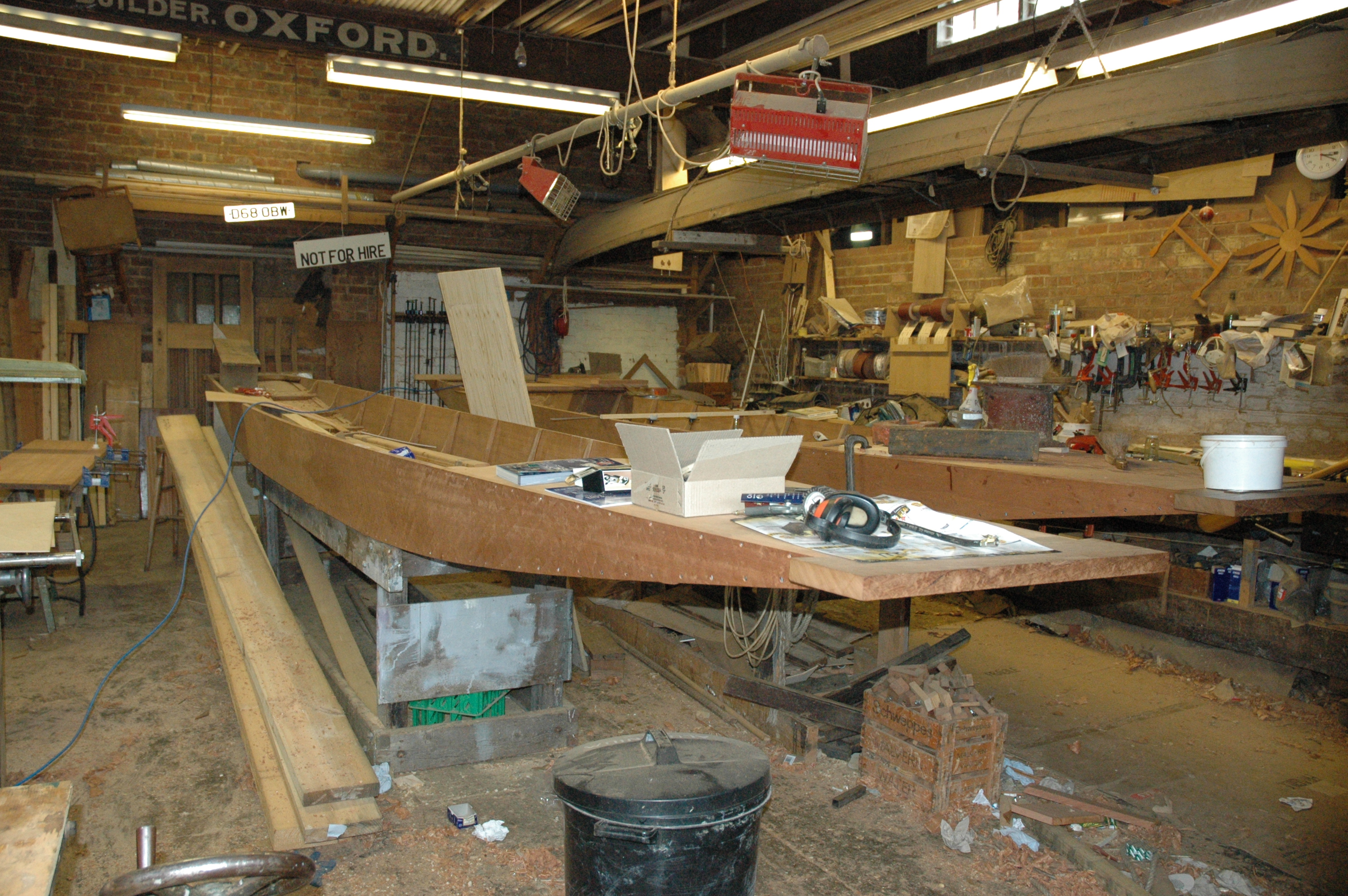
البونت تحت الإنشاء.

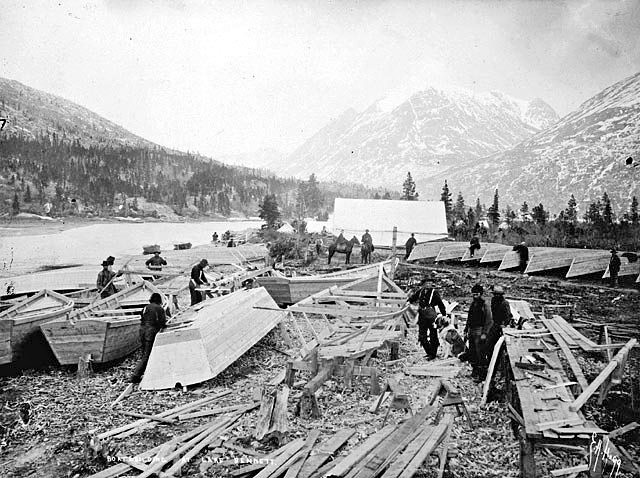
القوارب الخشبية التي يجري بناؤها خلال فترة حمى ذهب كلوندايك.

## مواصفات القارب
نوع القارب يعتمد على المنطقة المراد الإبحار فيها هل هي مياه حلوة أو بحر.
و إذا كان بحر في مياة محصورة يعني خور أو خليج عادة الموج ضعيف أو مياة مفتوحة ذات امواج أكبر.
ولابد ان يراعي الهدف من شراء القارب هل للاستعمال الشخصي ولهواة الصيد أو لهواة الرحلات الطويلة أو للإيجار السياحي. يعني من مجمل هذه الضروب ممكن تختار نوع القارب ومواصفاته 
و تستطيع تحديد الطول اللازم وقوة المحرك لهذا القارب ونوع الوقود المستعمل (بنزين أو ديزل).

## الصور
بناء القوارب التقليدية في الهند.

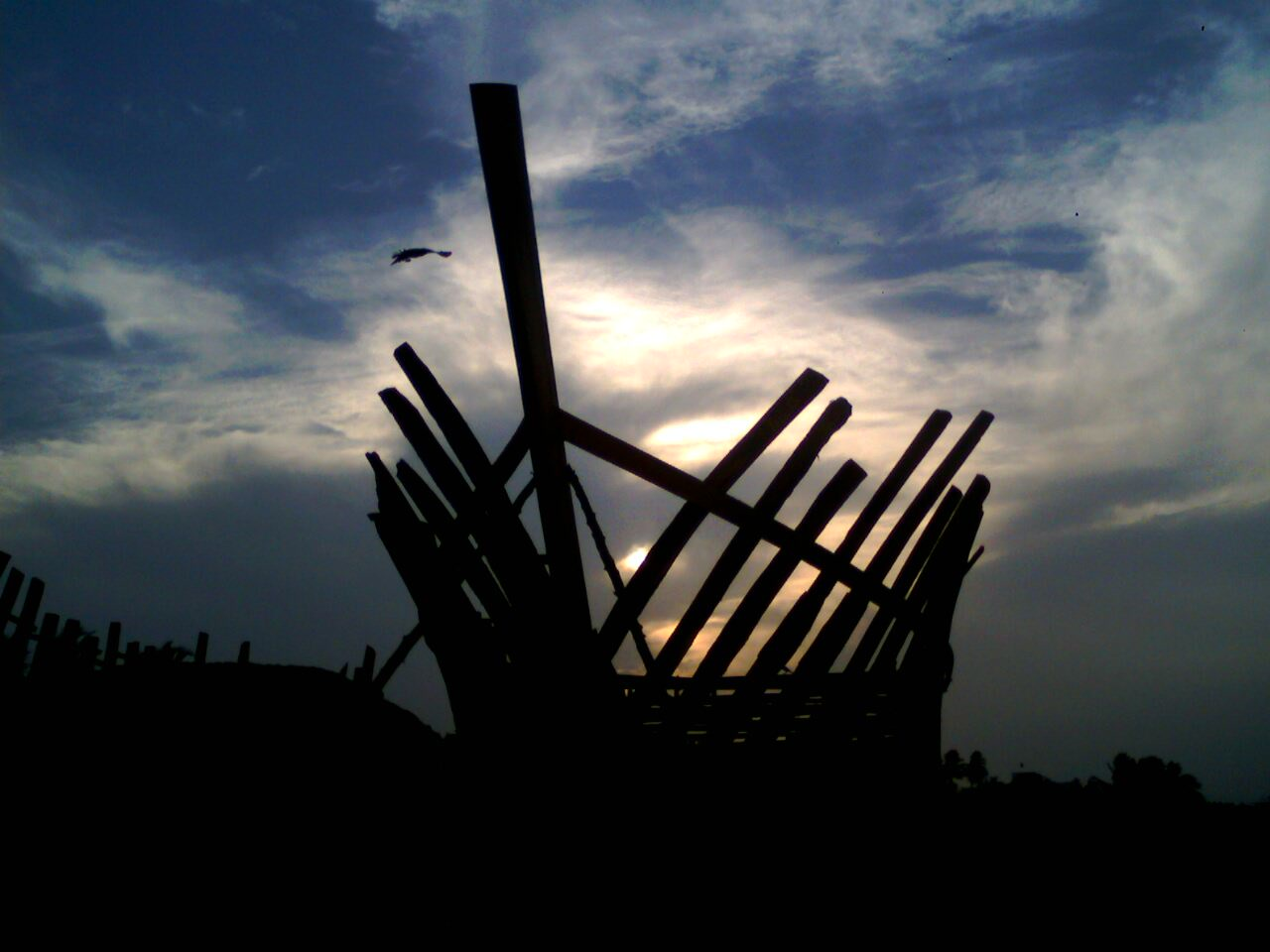
مشاهدة قارب في Bheemunipatnam (يجري تصنيعها)

صور توضح بناء القوارب الخشبية التقليدية.

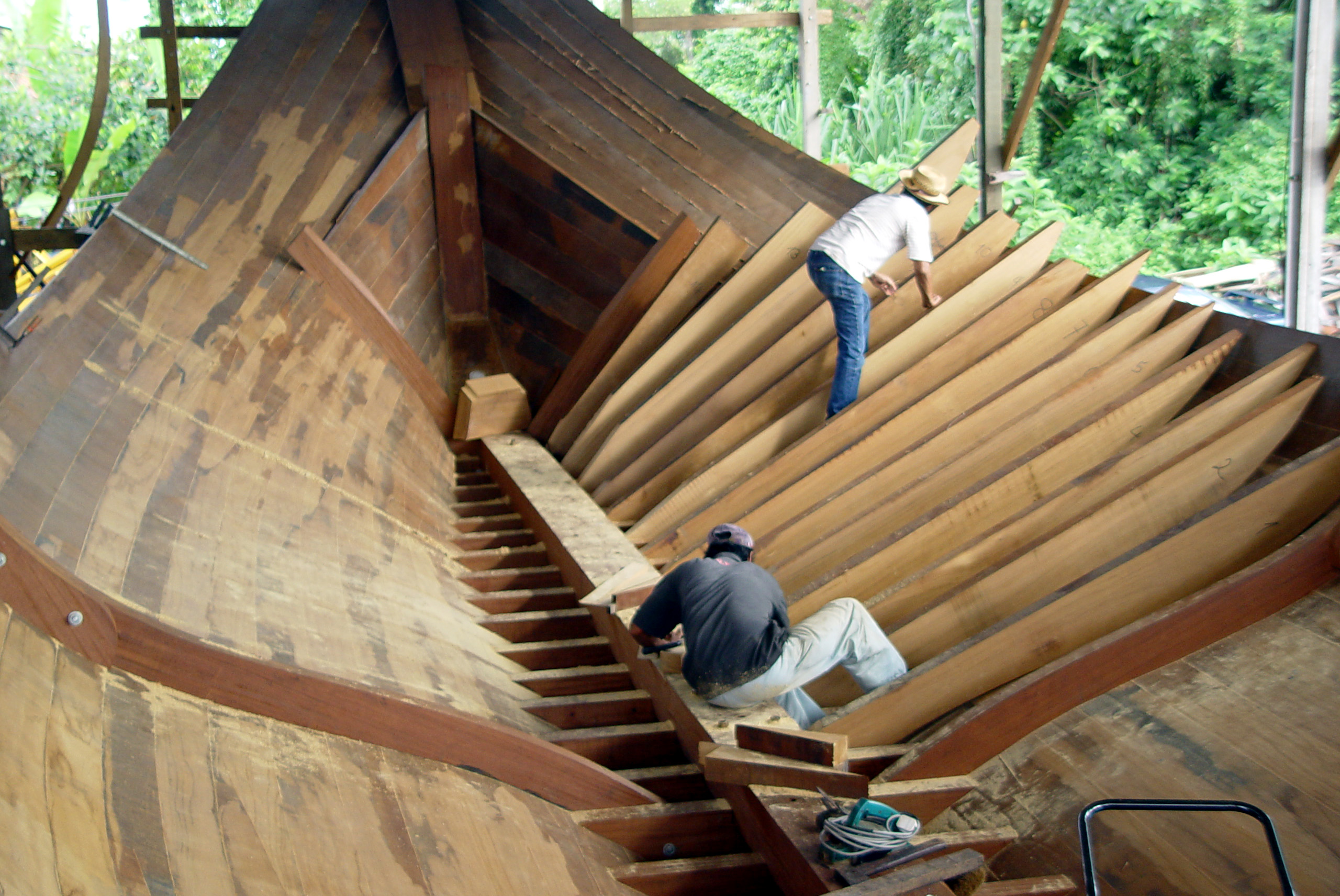
بناء القوارب التقلدية في مالي
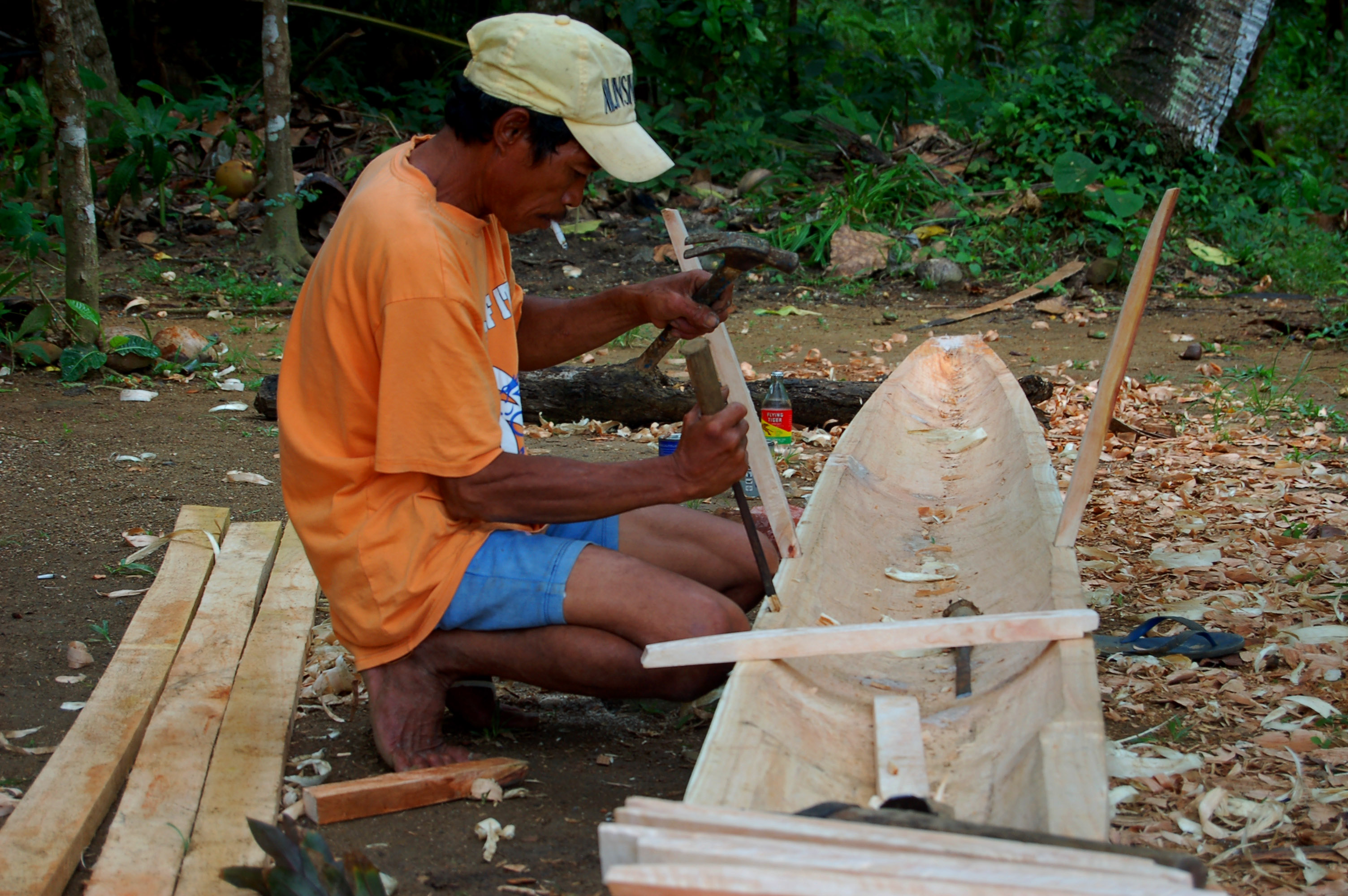
بناء القوارب التقليدية في باناي في الفلبين. يستطيع الصيادين بناء القوارب الخاصة بهم أو شراء جديدة. قارب صيد خشبي
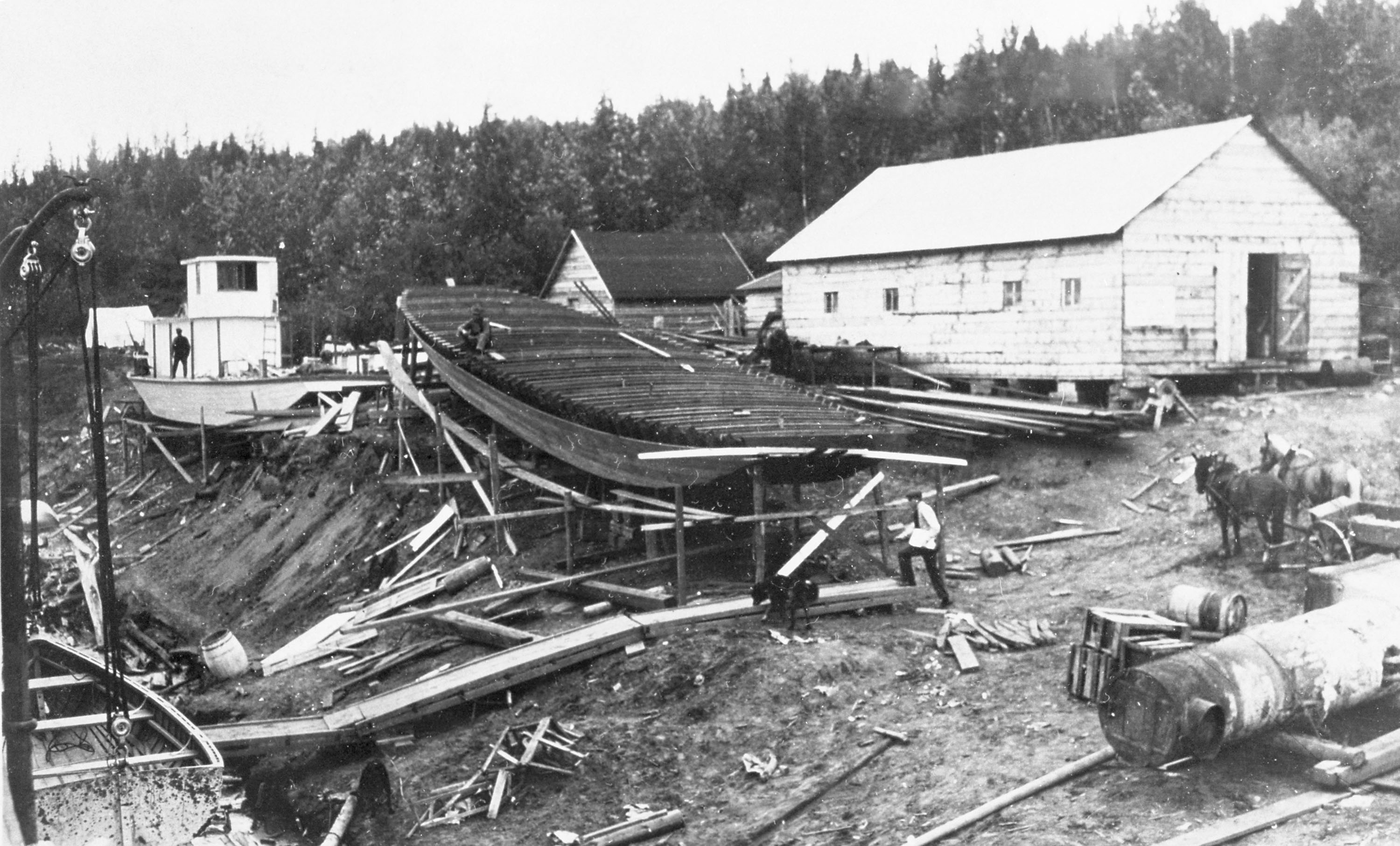
بناء القوارب في فورت سميث، NWT.
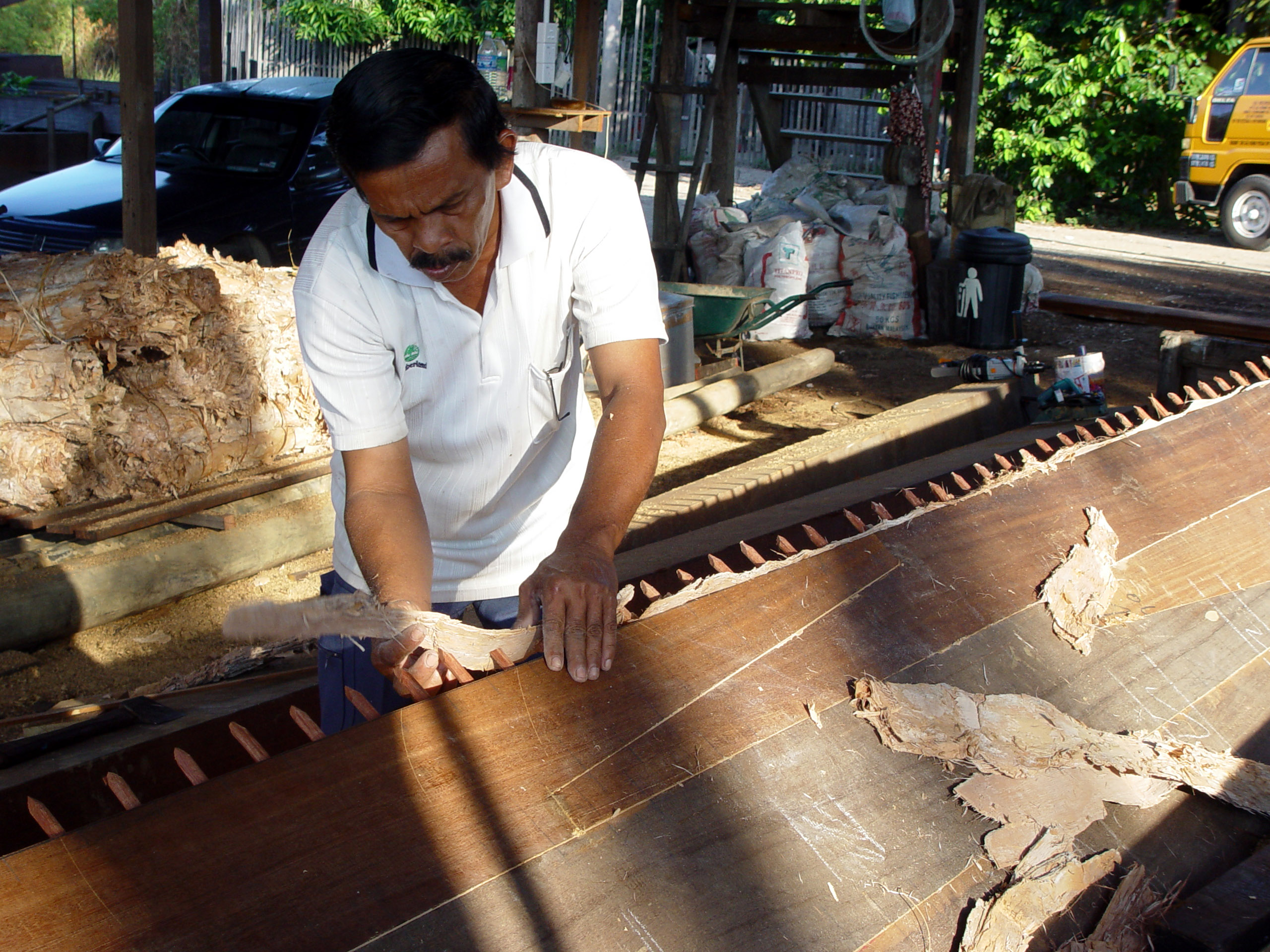
بناء القوارب التقليدية في ماليزيا.
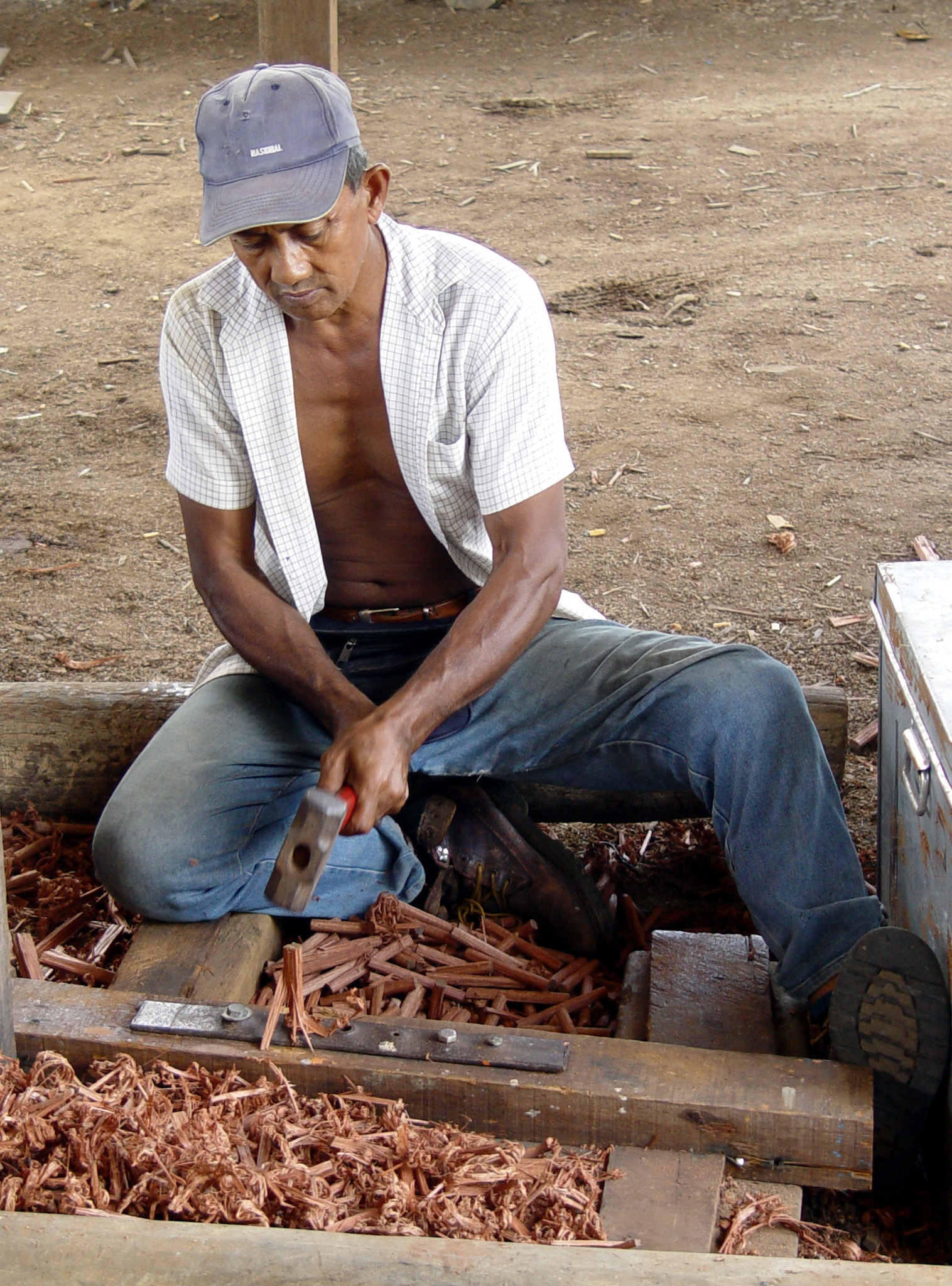
بناء القوارب التقلدية في مالي
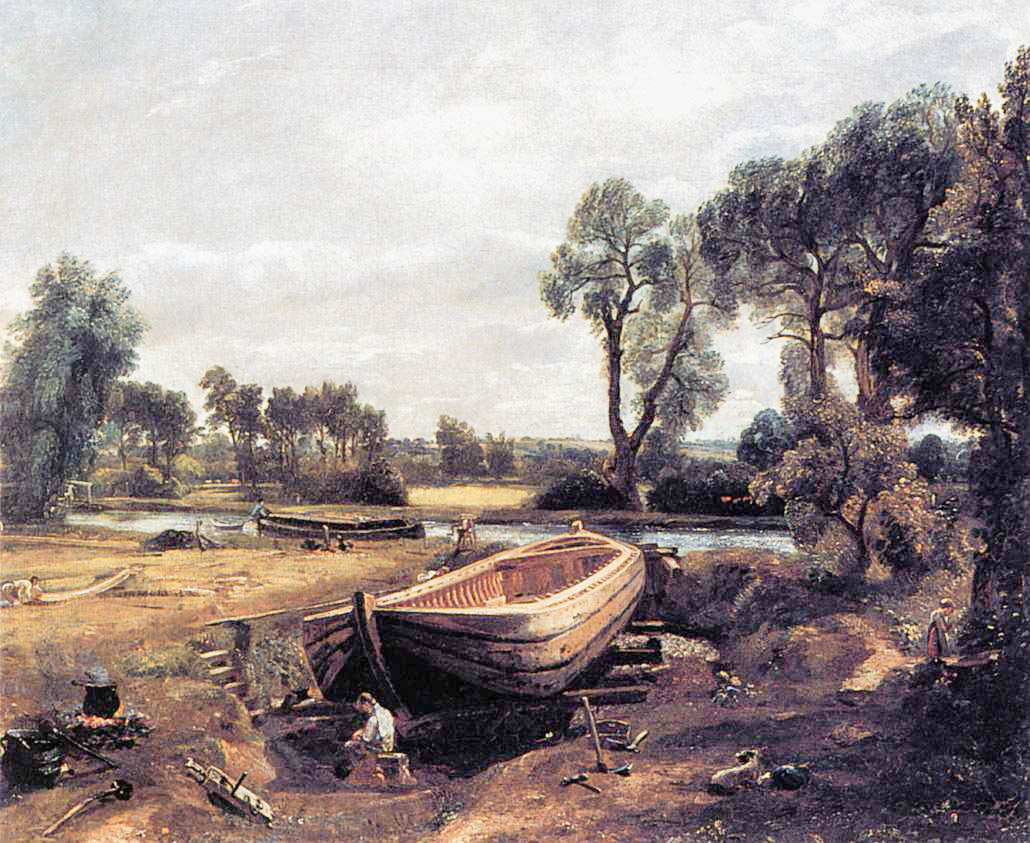
لوحة فنية عنوانها بناء قارب بالقرب مطحنة فلاتفورد .
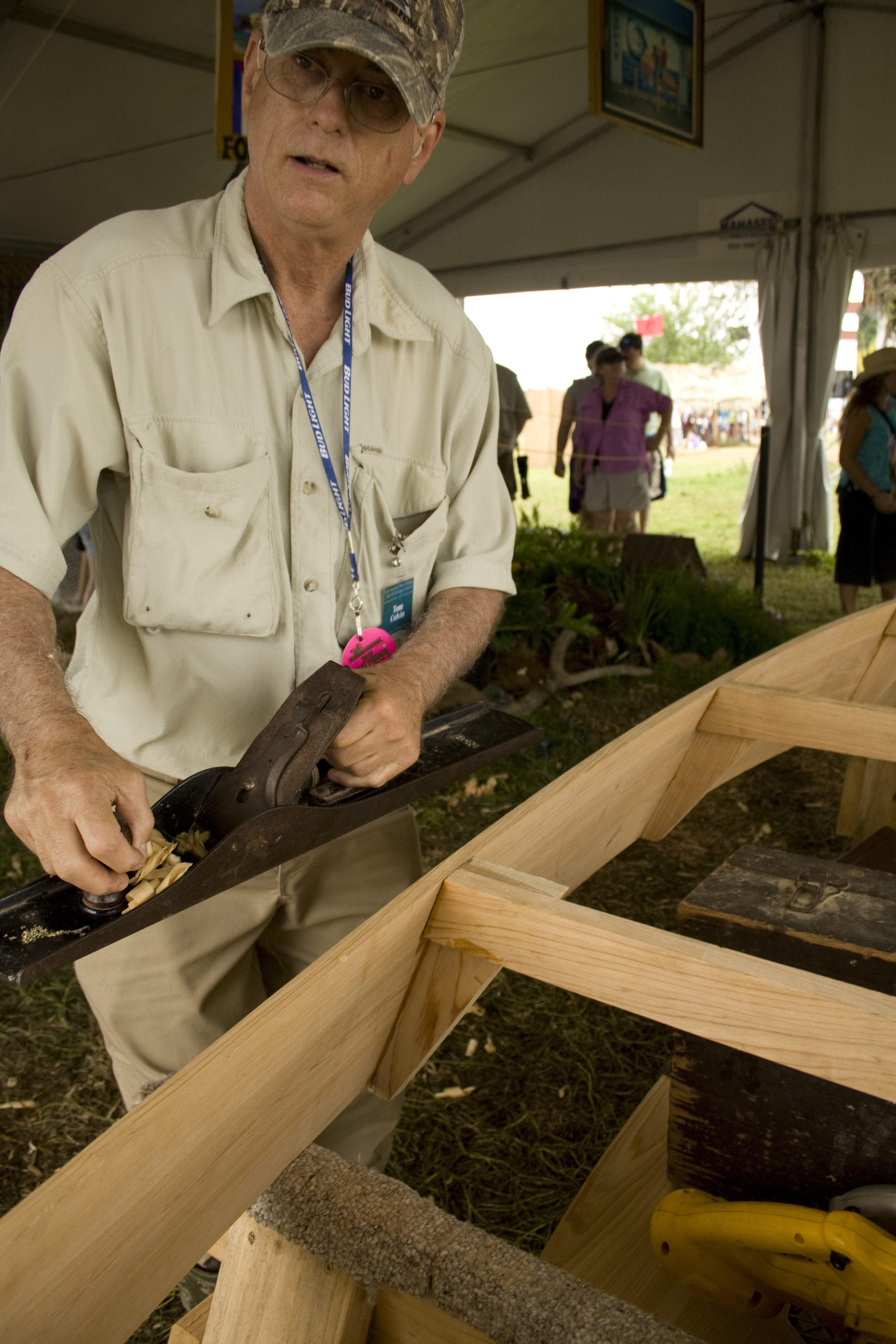
توم كولفين يوضح بناء القوارب التقليدية في ولاية لويزيانا قرية الفنون الشعبية، و نيو اورليانز مهرجان الجاز.